# École du Père Castor
L'école du Père Castor est une école nouvelle française fondée par Paul Faucher, le créateur de la collection « Le Père Castor » aux éditions Flammarion. Située sur le boulevard Saint-Michel à Paris, cette école expérimentale fut de 1946 à 1961 le laboratoire où étaient testés les nouveaux albums de la collection du Père Castor.

## Historique
En 1946, après la parution d'une centaine d'albums de la collection du Père Castor, Paul Faucher ouvre le Centre de recherche biblio-pédagogique de l'atelier du Père Castor et, l'année suivante, l'école du Père Castor.
En 1954, l'école compte une cinquantaine de jeunes élèves. Elle pratique une pédagogie active où la musique et « l'éducation par le mouvement » tiennent une place importante. Elle est le champ d'application des travaux de l'atelier : les enfants de l'école sont les premiers lecteurs des albums du Père Castor. Ils bénéficient également de la richesse du matériel pédagogique issu de l'atelier : découpages, jeux de logique, de classements, constructions géométriques, etc.
En 1960, les maladies successives de la directrice Germaine Girard, puis de Paul Faucher menacent la pérennité du projet. L'école, qui accueille alors cent quarante enfants, demande un contrat simple à l'Éducation nationale et Raymond Fonvieille son détachement de l'Éducation nationale pour en assurer la direction. Mais ces demandes n'aboutissent pas, et Paul Faucher ferme l'école en juin 1961. Un groupe de parents et d'enseignantes ne peuvent se résigner à cette fermeture, et se constituent en association pour créer une école dans le même esprit : l'école nouvelle d'Antony.

### Filmographie
- Les Chantiers du Père Castor, documentaire de Patrick Cazals, 2007